# Brozzi
Brozzi is een plaats (frazione) in de Italiaanse gemeente Firenze.

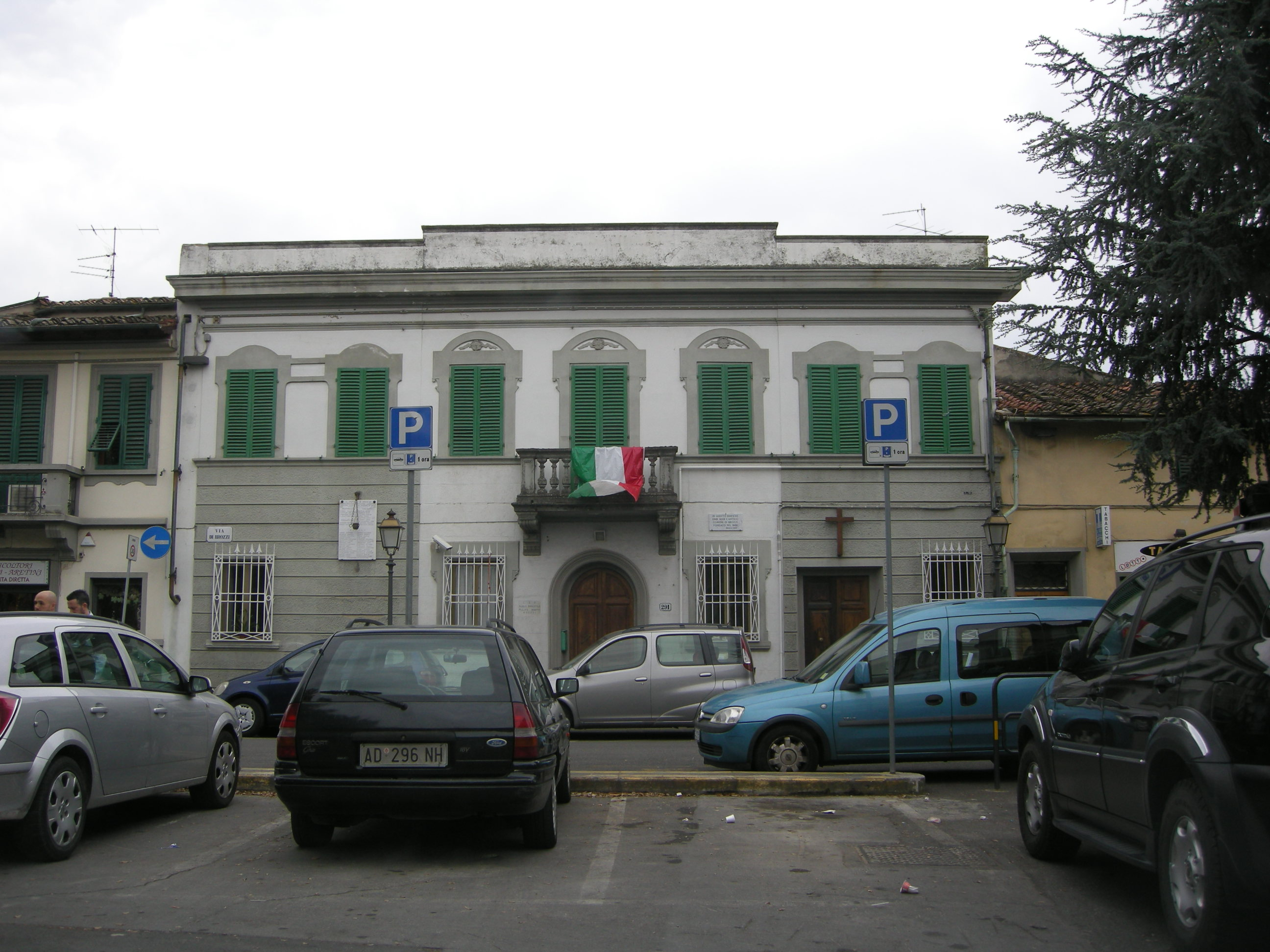
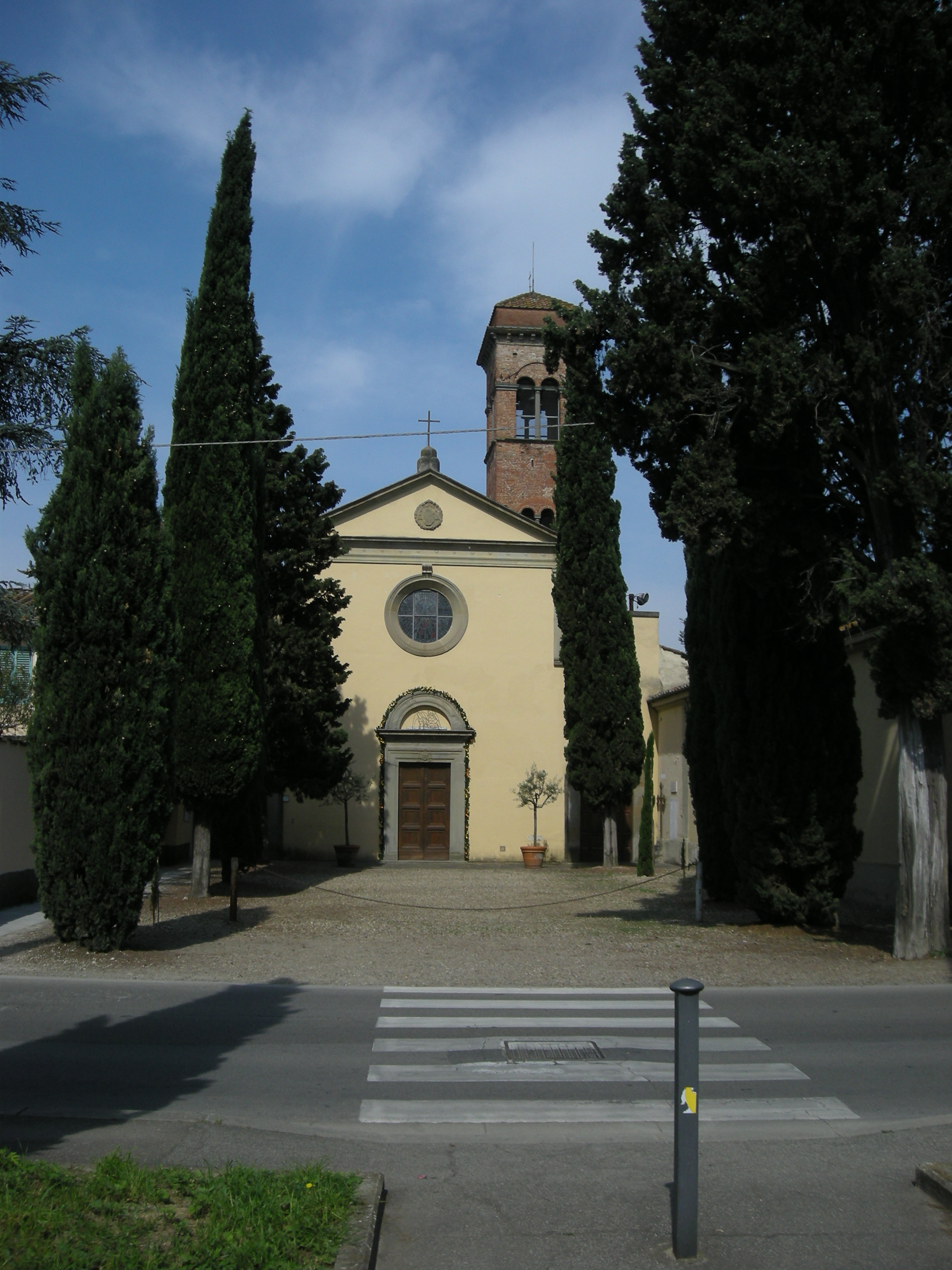
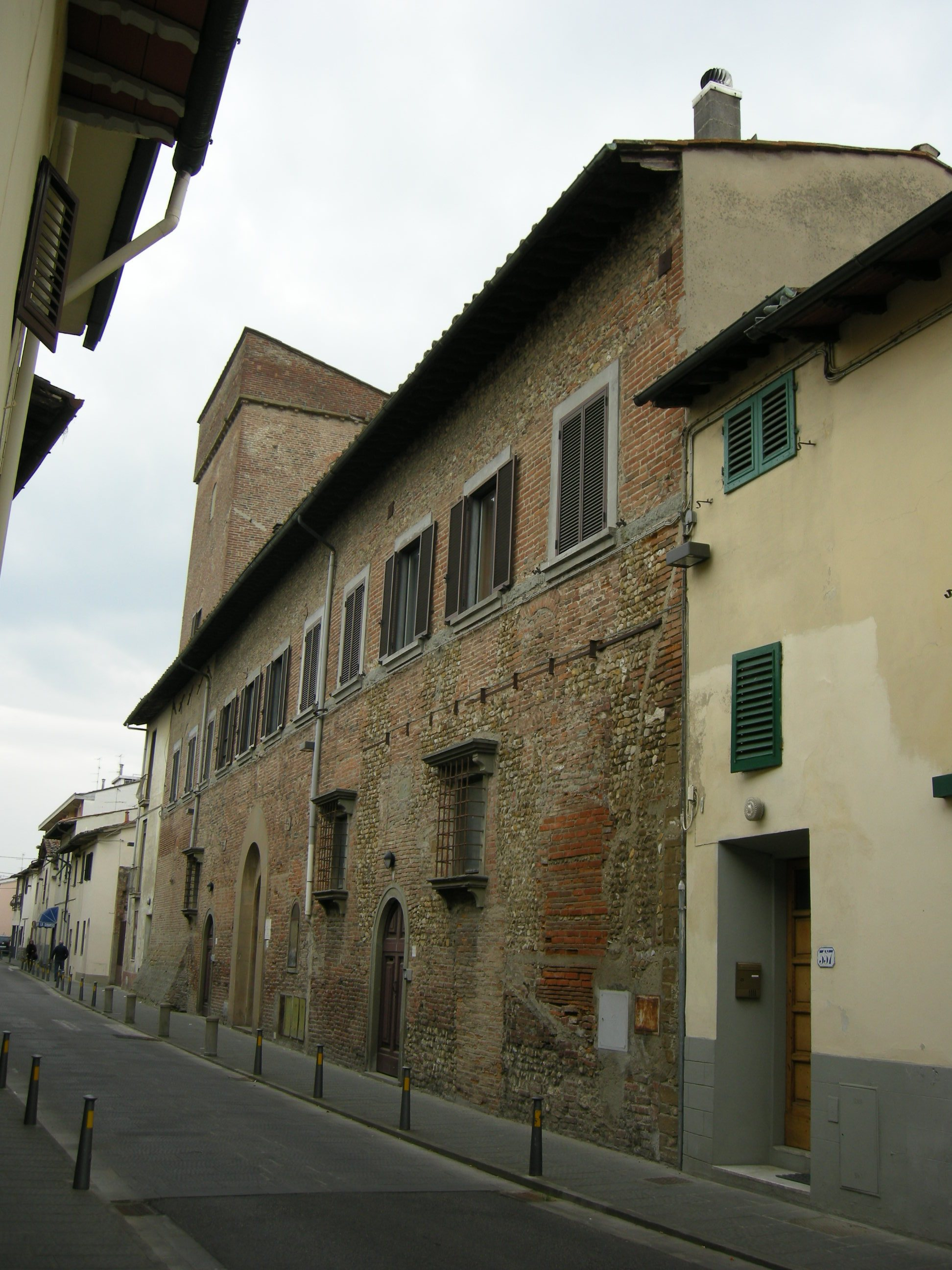